# Дмитро Юрій Вишневецький
Дмитро Юрій Вишневецький (полонізоване Димітр Єжи пол. Dymitr Jerzy; (19 грудня 1631 — 28 липня 1682) — руський аристократ гербу Корибут, князь, державний діяч Речі Посполитої.

## Біографія
Народився у Вишнівці в сім'ї спольщеного[джерело?] руського князя, конюшого коронного Януша Вишневецького і його дружини Катерини Євгенії Тишкевич.
Посади: стражник великий коронний (1658–1660), белзький воєвода (з 1660 р.), гетьман польний коронний (з 1668 р.), гетьман великий коронний (з 1676 р.), воєвода краківський (з 1678 р.), каштелян краківський (з 1680 р.), староста білоцерківський, кам'янський, солецький, струмилівський, брагінський, любомльський.
Активний політичний діяч часу правління королів Михайла Корибута Вишневецького і Яна ІІІ Собеського.
Після смерті батька князя Януша Вишневецького опіку над Дмитром Юрієм взяв його родич, князь Ярема Вишневецький. Разом з ним під час повстання Хмельницького Дмитро брав участь у обороні Збаража (1649), в битві під Берестечком. 1653 року Александер Цетнер був призначений одним з комісарів для визначення шкоди маєткам князя Дмитра Юрія Вишневецького під час облоги Збаража. Під час шведського потопу спочатку був на боці шведського короля Карла X Густава. Навесні 1656 року перейшов на бік польського короля Яна ІІ Казимира. 1658 року став стражником великим коронним, 1660 року сенатором як белзький воєвода. Симпатизував профранцузькій партії, що групувалася навколо польського короля і королеви Марії Людвики.
Під час рокошу Любомирського був на стороні двору, навесні 1668 року був призначений гетьманом польним коронним. Після зречення від трону Яна ІІ Казимира став прихильником австрійської партії; але під час елекціі (виборів короля) 1669 року підтримав кандидатуру свого кузена Михайла Корибута Вишневецького. Як польний гетьман брав участь у битвах з турками й татарами. Був учасником Хотинської битви 1673 року, де командував центром польського війська.
По смерті короля підтримав австрійського кандидата Карла Лотаринзького, однак після вибору Яна ІІІ Собеського прийняв цей вибір (1674). 1676 року отримав булаву великого коронного гетьмана; не мав полководницьких талантів, тому перебував у тіні короля Яна ІІІ Собеського. З самого початку кар'єри знаходився в протистоянні з Яном ІІІ Собеським, був одним з його головних опозиціонерів. Будучи прихильником Габсбурґів, протистояв намірам польського короля на зближення з Францією. Не дивлячись на це, в 1678 отримав від короля призначення на уряд воєводи, а з 1680 й каштеляна краківського, ставши таким чином першим сенатором Речі Посполитої. Призначення на уряд краківського воєводи він отримав як компенсацію за втраченою Острозькою Ординацією, за яку він вів довгу тяжбу з князем Геронімом Августином Любомирським. Вишневецький прийняв цю посаду, однак Острозьким майоратом не поступався до власної смерті. Згромдив у власних руках величезні маєтності, ставши одним з найзаможніших магнатів Речі Посполитої.
Власник замку в Баранові-Сандомирському.
Похований у костелі св. Трійці (Краків).

### Сім'я
Був одружений двічі. У шлюбі з першою дружиною, Маріанною Замойською (бл.1631—1668), донькою підстолія і каштеляна чернігівського Здзіслава Яна Замойського та Анни Софії Лянцкоронської, мав дітей:
- князь Дмитро Януш (†1671) — не залишив нащадків
- княжна Соломія — монахиня в монастирі бенедиктинок Львова[16] потім — управляла монастирем у Перемишлі
- княжна Софія (1655—1681) — друга дружина воєводи підляського Вацлава Лещинського (†1688)
- княжна Євгенія Катерина (†1669) — каштелянка краківська, дружина Станіслава Яна Конецпольського, була бездітною, 1669 року повісила свою дорогоцінну корону на образ Матері Божої Ченстоховської.

10 травня 1671 року в замку в Уяздові у Варшаві одружився вдруге з княжною Теофілою Людвікою Заславською, племінницею короля Яна ІІІ Собеського. Молода дружина принесла чоловікові величезний посаг (150 тис. злотих грошима та 100 тис. злотих у клейнотах). Однак шлюб був нещасливим. Князь не звертав увагу на молоду дружину, завівши натомість роман у Любліні з якоюсь Конкордією. Пізніше стосунки подружжя трохи налагодились, однак дітей у князя Дмитра Юрія від другої дружини не було. В січні 1683 молода вдова вийшла заміж за князя Юзефа Кароля Любомирського, якому народила четверо дітей.